# آلبرشت آدام
آلبرشت آدام (آلمانی: Albrecht Adam) نقاش آلمانی صحنه‌های نبرد و اسب‌ها در قرن نوزدهم بود.

## نگارخانه

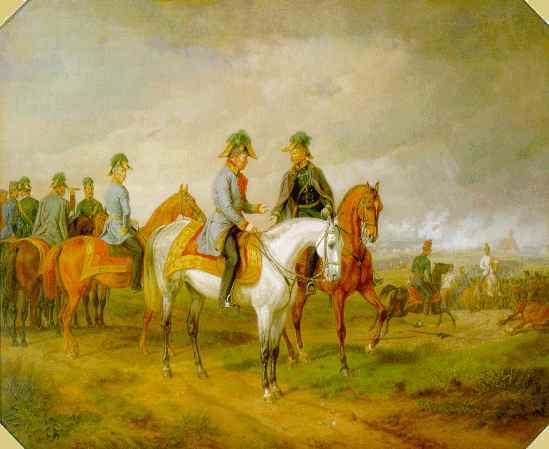
نقاشی نبرد نووارا، ۱۸۵۸
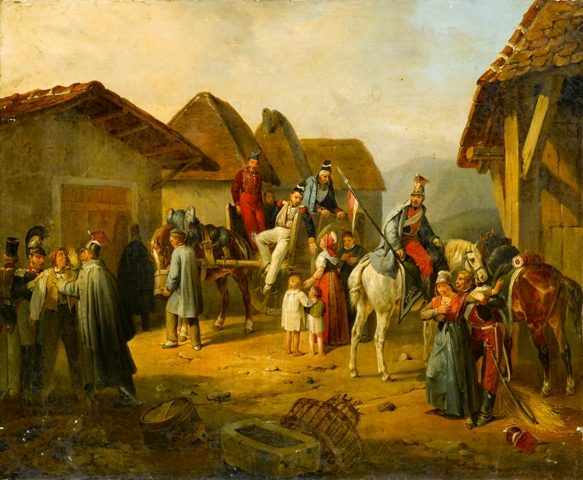
سربازان در حال استراحت در یک روستا
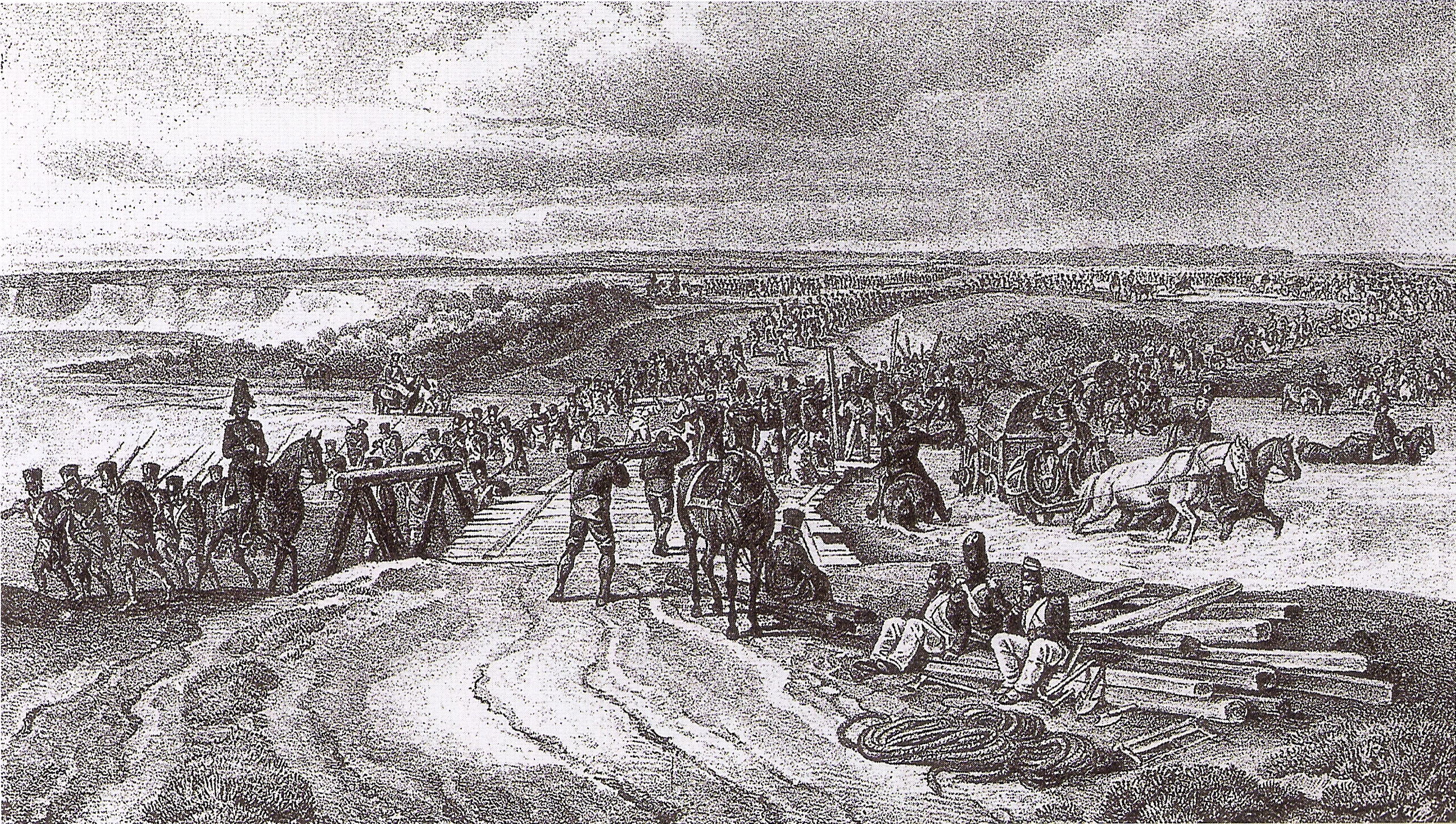
حمله فرانسه به روسیه